# Euphorbia milii
La corona de Cristo (Euphorbia milii) es una planta fanerógama del género Euphorbia. Es un arbusto espinoso que puede alcanzar los 150 cm de altura.

## Origen y dónde se da esta planta
Arbusto  originario de Madagascar, que se desarrolla abundantemente en barrancos, laderas y terrazas a media sombra y a pleno sol principalmente.
De uso ornamental, su nombre común hace alusión a la corona de espinas que se impuso a Jesucristo antes de su ejecución.

## Descripción
Arbusto que puede sobrepasar los 1,8 m (2 yd) de altura cuyos tallos finalizan en una roseta terminal de hojas.
 Las espinas rectas y delgadas, de hasta 3 cm (1,2 plg) de largo, lo ayudan a trepar sobre otras plantas.
Sus inflorescencias son pedunculadas que tienen varias flores rojo sangre. Se diferencia de especies similares porque las brácteas, grandes, de 1 a 2 cm de largo, se encuentran fusionadas dos terceras partes de su longitud. Las glándulas florales son dentadas. 
La apariencia la asocian a la corona que llevó Jesús durante la crucifixión. Algunas personas piensan que la especie fue utilizada para crear esa corona. Esta planta es originaria de la isla de Madagascar, pero se puede encontrar en diversas zonas tropicales.

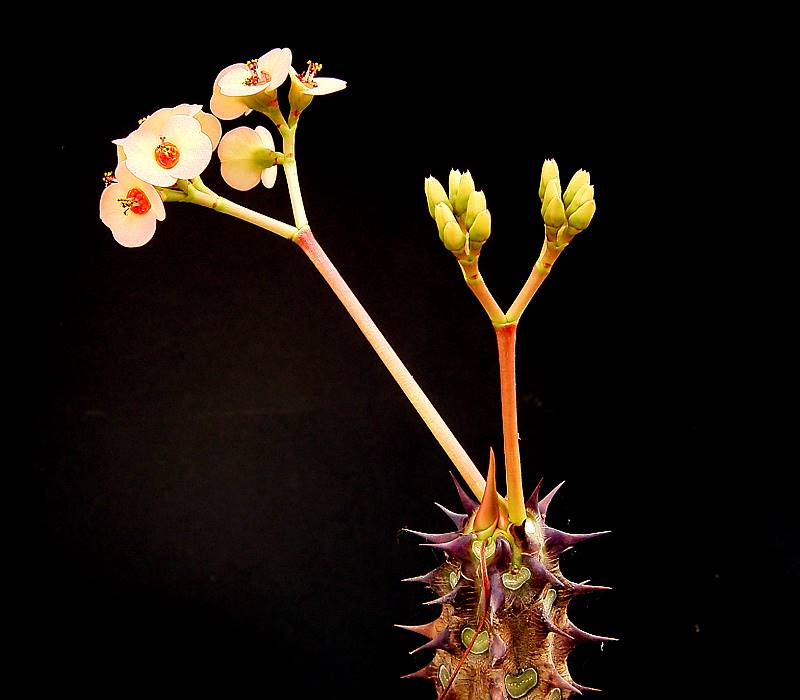
Euphorbia milii var. vulcanii

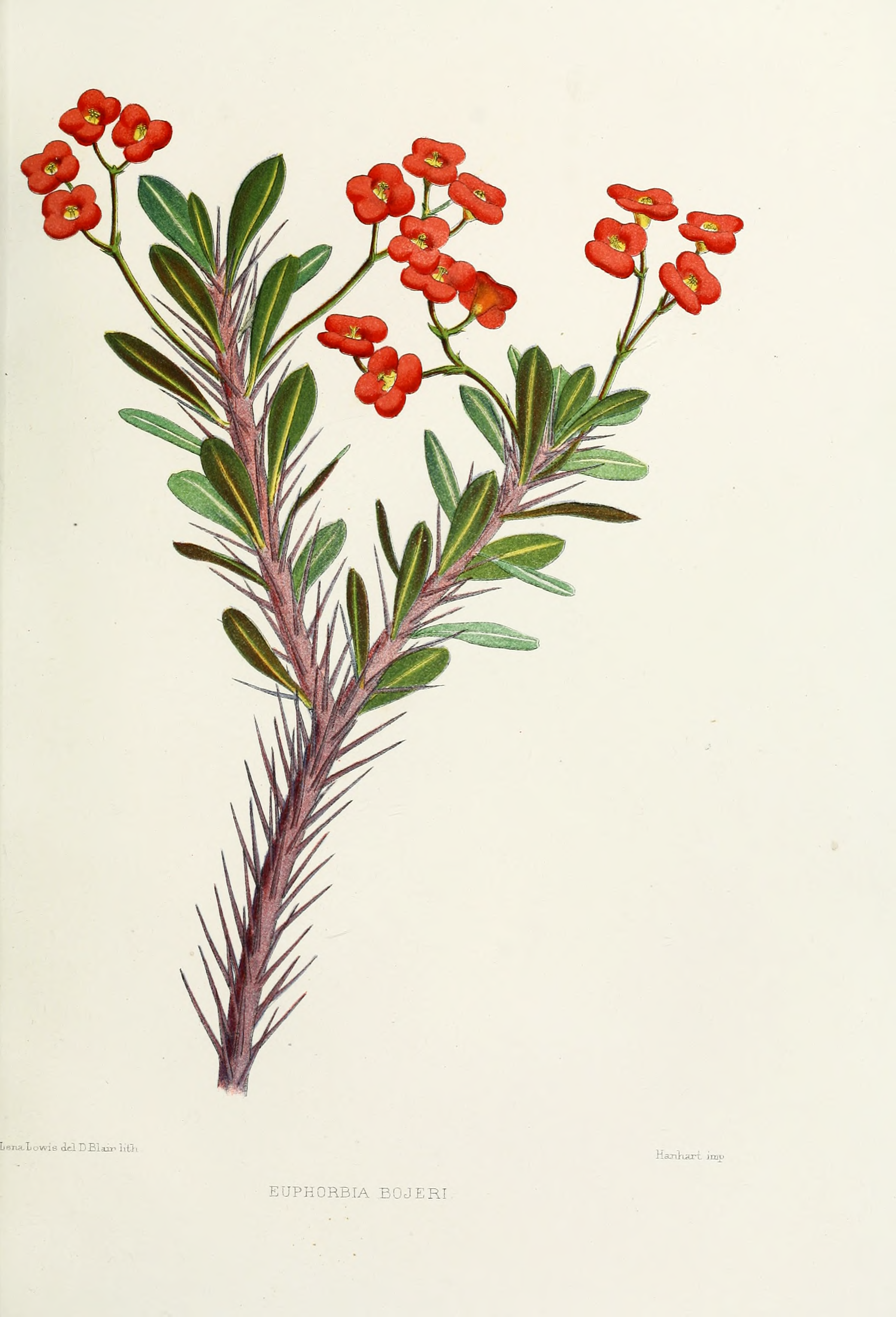
Ilustración

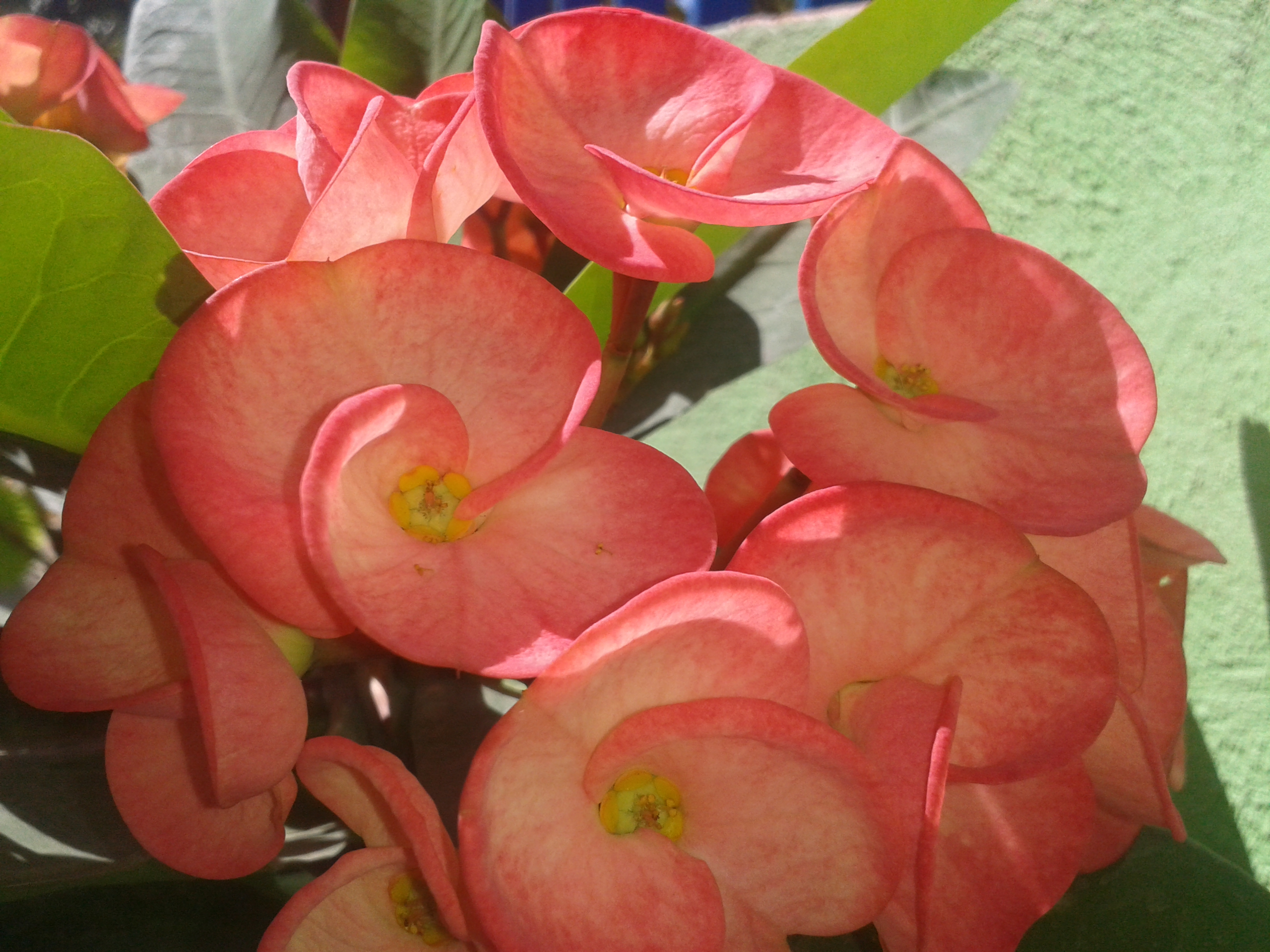
Detalle de las flores

## Toxicidad
Al igual que otras euforbias, Euphorbia milii posee un látex (jugo lechoso) muy irritante y cáustico. Evitar el contacto con la piel y los ojos. Síntomas de la ingestión con dolor abdominal abrasador, irritación de boca y garganta, vómitos. Venenosa, contiene 5-deoxyingenol.
 Es muy tóxico para los animales domésticos como caballos, ovejas, gatos y perros. Para los humanos es levemente tóxico y solo actúa como irritante.

## Floración
Sus flores son muy llamativas y se varía en diferentes colores como rojas, amarillas y blancas en las cuales trae su veneno. Su periodo de floración cubre todo el año, además también se conservan de diferentes colores. Los más comunes son el amarillo, el azul y en este caso el rojo.

## Usos
Se utiliza como planta ornamental de jardín por su vistoso porte y floración. Esta planta requiere pocos cuidados, pero necesita calor y buen drenaje.

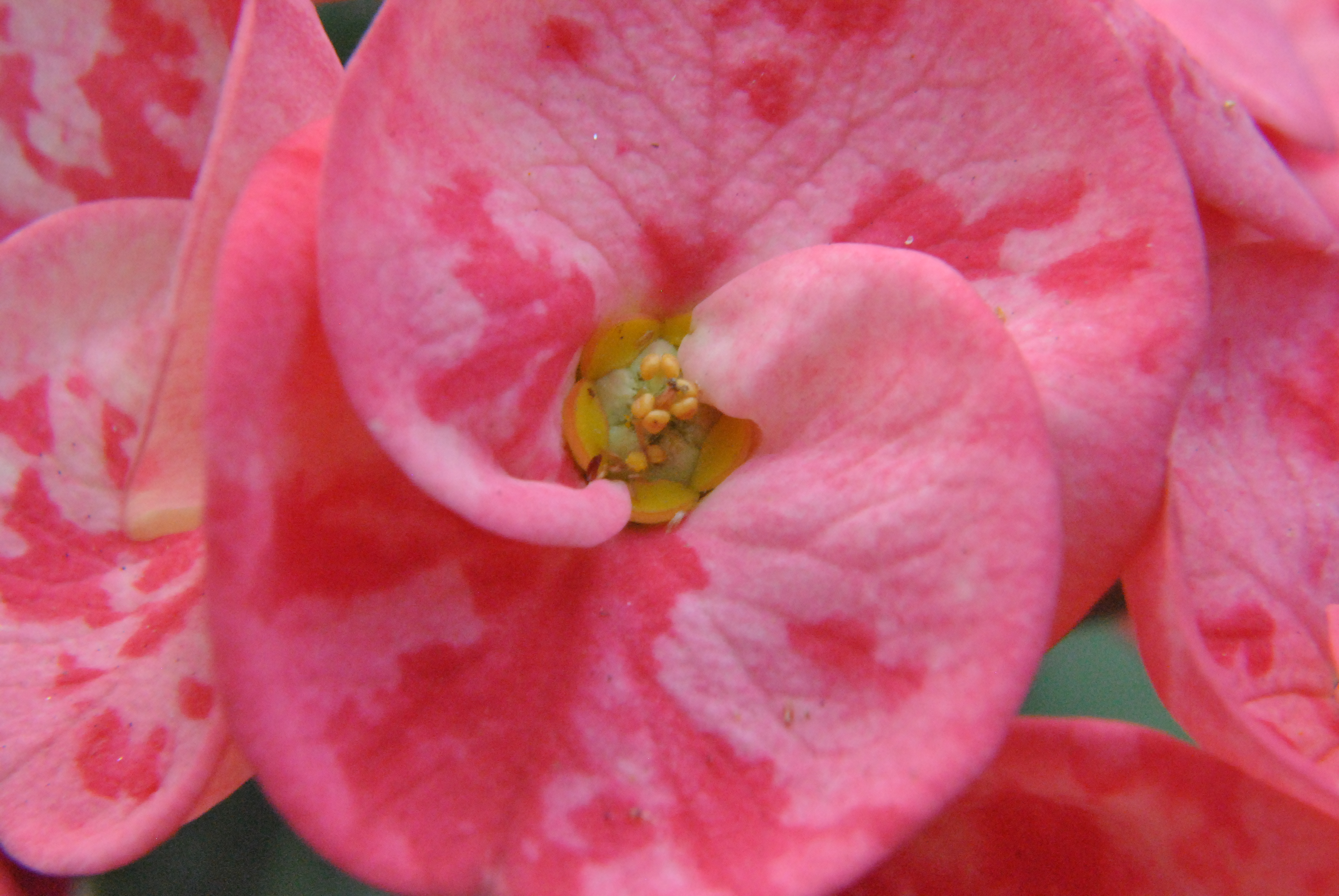
Una vista cercana de Euphorbia milii (কাঁটা মুকুট) encontrada en Bana Bithan, calcuta, Bengala occidental, India.

Uso en herbolaria principalmente para el estómago e intestinos, Fitoterapia. La corona de cristo es una planta medicinal. El látex de esta planta se lo utiliza para el tratamiento contra la diarrea, malestar intestinal, dolores estomacales y mareos.

## Taxonomía
Euphorbia milii fue descrita por Charles des Moulins y publicado en Bulletin d'Histoire Naturelle de la Societe Linneenne de Bordeaux 1(1): 27–30, pl. 1. 1826.
Etimología
Euphorbia: nombre genérico que deriva del médico griego del rey Juba II de Mauritania (52 a 50 a. C. - 23), Euphorbus, en su honor – o en alusión a su gran vientre –  ya que usaba médicamente Euphorbia resinifera. En 1753 Carlos Linneo asignó el nombre a todo el género.
milii: epíteto otorgado en honor del comandante Pierre Bernard Baron Millius (1773 - 1829), gobernador de la Isla Reunión.
Variedades
Es una especie muy variable, y se han descrito diversas variedades; algunas de estas son consideradas por algunos autores como especies diferenciadas.

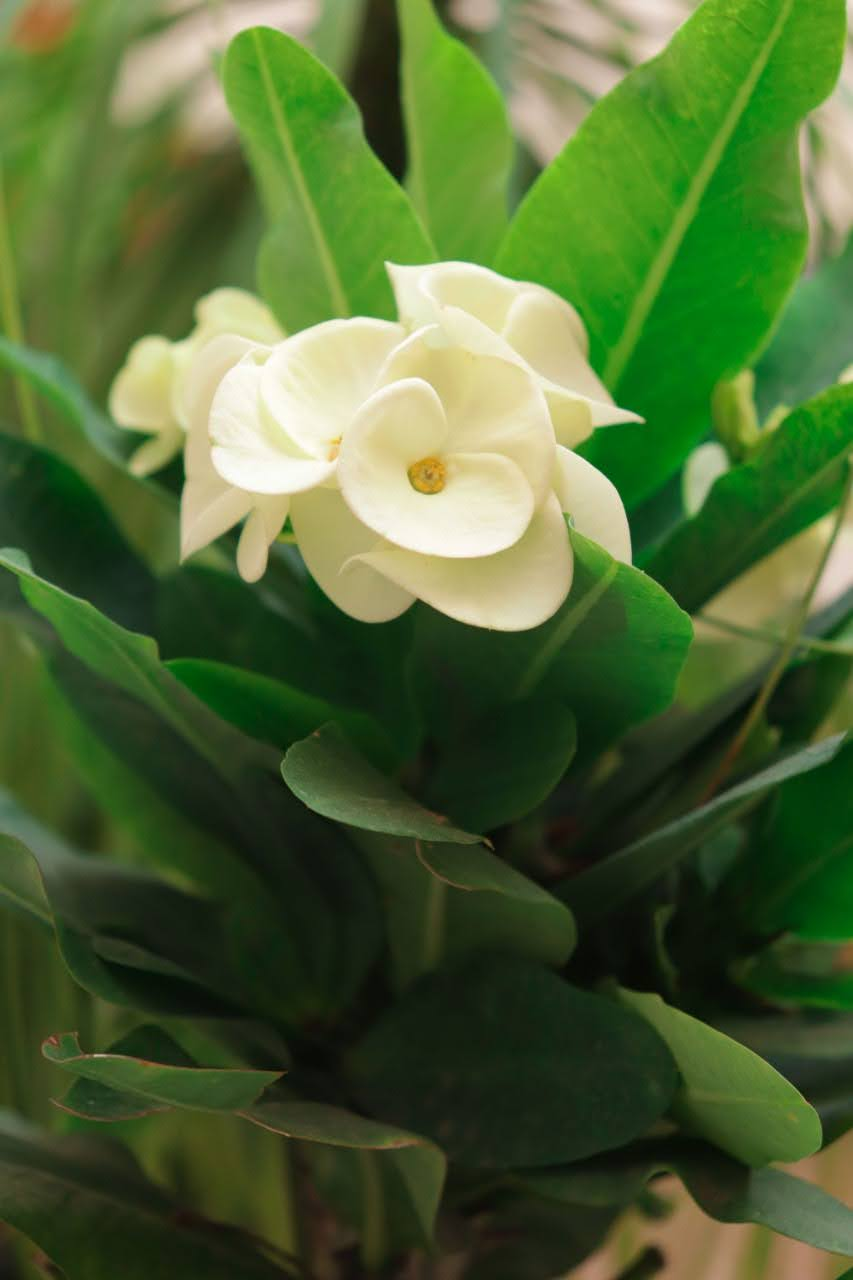
Corona de Cristo

- Euphorbia milii var. imperatae  (Leandri) Ursch & Leandri 1955
- Euphorbia milii var. longifolia  Rauh 1967
- Euphorbia milii var. milii
- Euphorbia milii var. roseana  Marn.-Lap. 1962
- Euphorbia milii var. splendens  (Bojer ex Hook.) Ursch & Leandri 1955
- Euphorbia milii var. tananarivae  (Leandri) Ursch & Leandri 1955
- Euphorbia milii var. tenuispina  Rauh & Razaf. 1991
- Euphorbia milii var. tulearensis  Ursch & Leandri 1955
- Euphorbia milii var. vulcanii  (Leandri) Ursch & Leandri 1955
- Euphorbia milii var. bevilaniensis  (Croizat) Ursch & Leandri 1955
- Euphorbia milii var. hislopii  (N.E.Br.) Ursch & Leandri 1955 (syn. E. hislopii)
- Euphorbia milii var. splendens (Bojer ex Hook.) Ursch & Leandri

Sinonimia
- Euphorbia breonii Nois. (1832), nom. illeg.
- Euphorbia splendens var. breonii (Nois.) Leandri (1946).
- Euphorbia milii var. breonii (Nois.) Ursch & Leandri (1954 publ. 1955).[6][7]

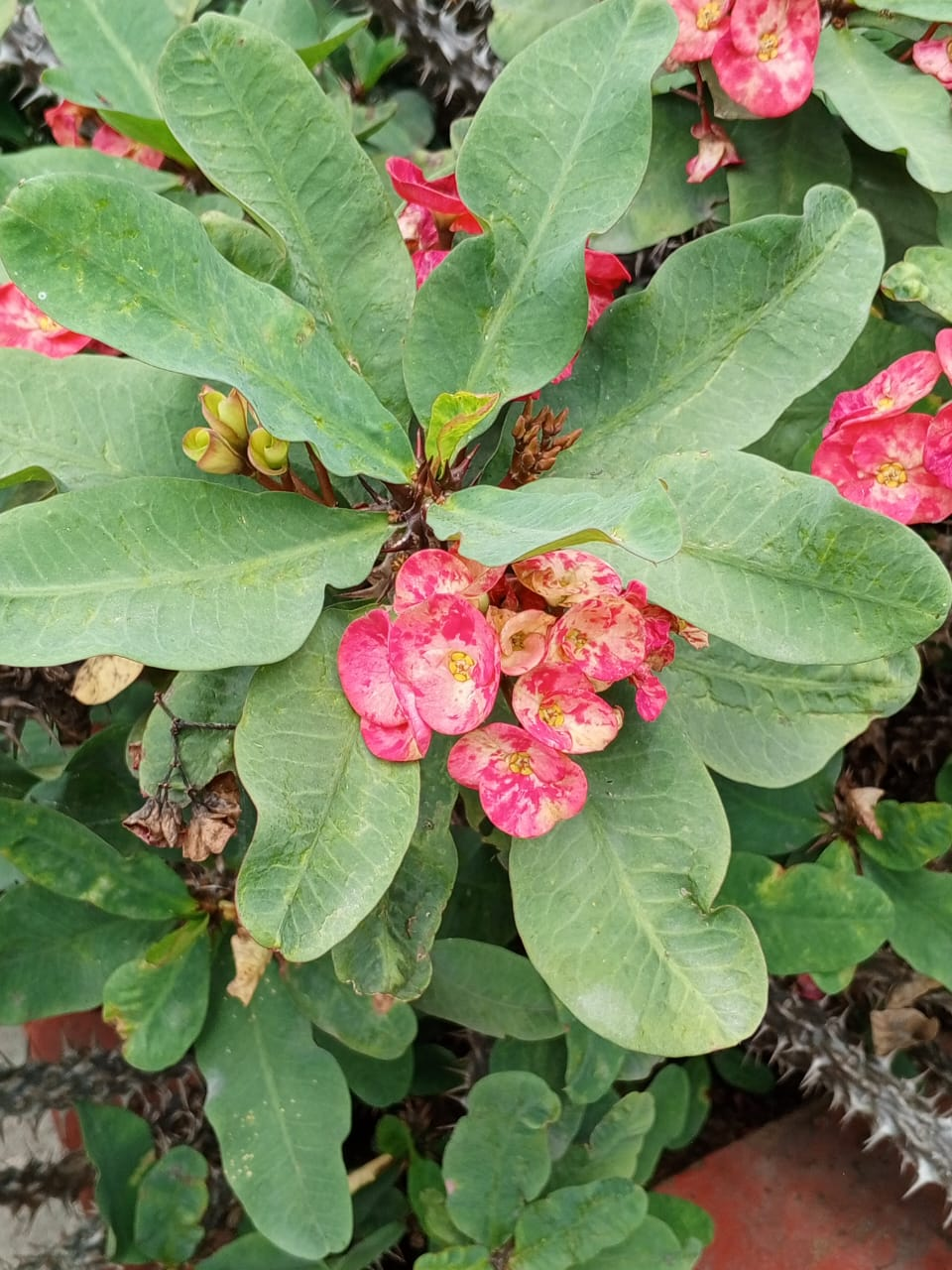
Corona de Cristo Vista desde Lejos encontrada en Fusagasugá, Cundinamarca, Colombia.

## Nombres vernáculos
Tú y yo, corona de espinas, espinas de Cristo, corona de Cristo, espina del señor (Canarias). 